# 布希耶加斯
布希耶加斯，是西班牙卡斯蒂利亚-拉曼恰昆卡省的一个市镇。总面积9平方公里，总人口78人（2001年），人口密度9人/平方公里。